# Edmond Reusens
Edmond Henri Joseph Reusens (Wijnegem, 25 april 1831- Leuven, 25 december 1903) was een Belgisch archeoloog, historicus en kanunnik.
Reusens werd in 1854 priester gewijd. Van 1859 tot 1896 was hij bibliothecaris van de universiteitsbibliotheek van de Katholieke Universiteit Leuven. Hij werkte samen met Monseigneur De Ram aan diens kerkgeschiedenis van België. De laatste twintig jaren van zijn leven besteedde hij vrijwel geheel aan de geschiedschrijving van de Leuvense universiteit. Vanaf 1864 doceerde hij bovendien Christelijke Archeologie. In 1883 werd hij benoemd tot hoogleraar Oorkondeleer en Paleografie. In 1900 werd hij benoemd tot lid van de Koninklijke Commissie voor Geschiedenis in Brussel. In Mechelen richtte hij de Commission diocésaine des Monuments op, ter bevordering van de religieuze archeologie.